# 大聖尼古拉

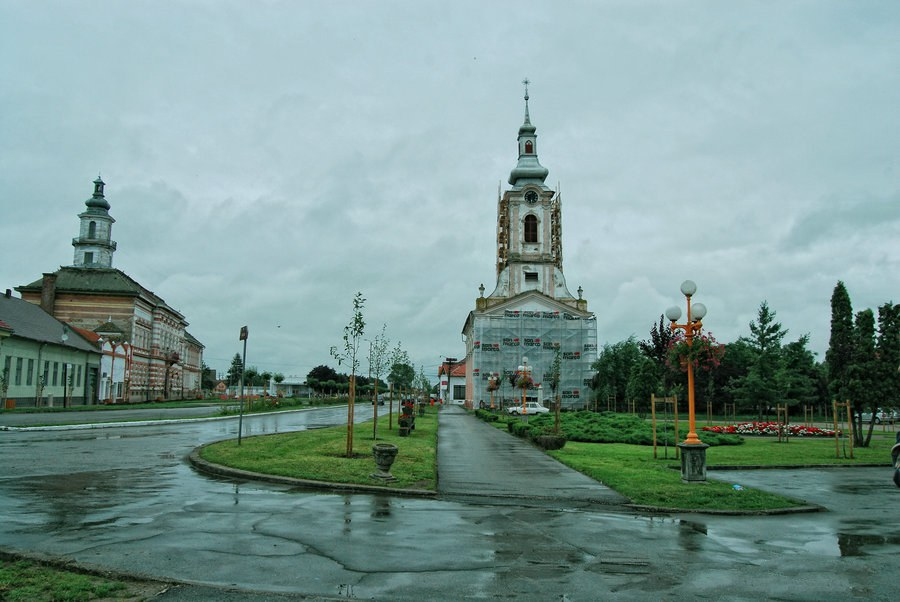

46°4′20″N 20°37′46″E / 46.07222°N 20.62944°E
大聖尼古拉（羅馬尼亞語：Sânnicolau Mare），是羅馬尼亞的城鎮，位於該國西部，由蒂米什縣負責管轄，面積137平方公里，海拔高度82米，2011年人口12,312，人口密度每平方公里90人。